# Leptanthura thori
Leptanthura thori là một loài chân đều trong họ Leptanthuridae. Loài này được Barnard miêu tả khoa học năm 1925.